# Donk (киберспортсмен)
Дани́л Крышковец (род. 25 января 2007, Томск) — российский киберспортсмен по Counter-Strike: Global Offensive и Counter-Strike 2, более известный под ником «donk». Чемпион мира по Counter-Strike 2, лучший игрок 2024 года. С 2023 года выступает за команду Team Spirit.

## Биография
Родился 25 января 2007 года в Томске. В Counter-Strike Данил начал играть в 4 года, вместе со своим братом. Через два года они перешли на новую версию игры. Благодаря отличной успеваемости в учебе, родители не препятствовали многочасовым киберспортивным тренировкам. В 14 лет Данил смог пройти в европейский FPL-C, что является высоким достижением для его возраста. После такого достижения его заметил OverDrive, который, сыграв с парнем несколько игр, посоветовал его академии Team Spirit. Однако организация не спешила подписывать с игроком контракт: из-за возрастных ограничений Данил не мог принимать участие в крупных турнирах. Сказывалась также посредственная игра парня за новую команду: за 22 карты на семи турнирах он в среднем набирал 0.97 рейтинга. Несмотря на все сложности, стороны смогли договориться и Данил стал выступать за академию Team Spirit.
Выступая за академию Team Spirit Данил показывал неплохие индивидуальные показатели. По итогам 2022 года sh1ro, занявший в том году 3 место по версии портала HLTV, отметил его талант и сказал, что в будущем игрок попадет в двадцатку лучших игроков года. В FPL также высоко оценивали показатели парня и говорили, что «в свои 15 лет Данил является одним из самых доминирующих рифлеров, которых когда-либо видела лига». Академический состав стабильно рос и по итогу за несколько месяцев уверенно держался в топ-50 лучших команд мира. Основной состав организации наоборот переживал не самый лучший период: трое игроков ушли из состава и где-то надо было искать новых. Тогда было принято решение взять трио из академии, в которое и вошёл Данил.
Команда быстро сыгралась и уже на первом турнире CCT North Europe Series #6 они заняли первое место. На том турнире Данил оказался лучшим по индивидуальным показателям, а также занял четвёртое место среди всех игроков турнира. Уже на следующем турнире CCT Online Finals #2 состав занял второе место, а donk стал первым игроком чемпионата по личным показателям. На своем первом LAN-турнире Dunav Party парни заняли первое место, а donk все также стал лучшим игроком турнира.
Свое первое звание MVP от портала HLTV Данил получил за победу на турнире BetBoom Dacha, закончив его с рейтингом 1.31. Donk стал вторым самым молодым обладателем MVP в истории в возрасте 16 лет и 10 месяцев. Попав на один из самых важных турниров года IEM Katowice 2024, Данил стал демонстрировать высокий уровень игры. На том турнире ни одна команда не смогла победить Team Spirit. Портал HLTV предположил, что выступление donk стало самым лучшим дебютом на больших турнирах за всю историю игры. Также Крышковец повторил рекорд боснийского игрока «NiKo» по индивидуальной статистике на крупном турнире. На том турнире Данил получил MVP, тем самым стал самым молодым игроком, получившим эту награду на больших турнирах. На том турнире игрока критиковали за его выкрикивания в сторону оппонентов. Например, украинский киберспортсмен и тренер B1ad3 отметил хорошую игру donk, но при этом сказал, что юному киберспортсмену следовало бы исправить свое поведение.
На своем первом мейджоре PGL Major Copenhagen 2024 Team Spirit прошли в стадию плей-офф со счетом 3—0 (3 победы), однако в финальной части турнира, несмотря на то, что многие считали Team Spirit главными претендентами на трофей, они проиграли в первой же игре команде FaZe Clan, которая на тот момент занимала первое место в рейтинге HLTV. В последнем матче Данил стал единственным игроком команды, кто вышел в «плюс» по статистике, а сам турнир он закончил с рейтингом 1.35 и стал лучшим игроком команды.
После мейджора команда продолжила неплохо выступать: входили в топ-3 на двух последующих турнирах. На BetBoom Dacha Belgrade 2024 donk и вовсе стал MVP несмотря на то, что его команда заняла второе место. Самым последним турниром сезона стал BLAST Premier: Spring Final 2024, на котором Team Spirit заняли первое место, а Данил стал самым ценным игроком чемпионата. По окончании данного турнира команда Team Spirit впервые в своей истории заняла первую строчку в рейтингах лучших команд мира от Valve и HLTV. Также по окончании сезона HLTV назвал лучшие команды и игроков первой половины 2024 года — они имеют самые большие шансы попасть в номинации на HLTV Awards 2024. По итогу donk вошёл в список лучших новичков и энтри-фрагеров первой половины 2024 года, а также вошёл в тройку лучших игроков первой половины 2024 года (вместе с «m0NESY» и «ZywOo», среди которых у donk самый высокий показатель рейтинга 2.0). В декабре 2024 года выиграл чемпионат мира Perfect World Shanghai Major 2024 в Шанхае, Китай.
После мейджора Данил занял первое место в рейтинге лучших игроков мира по версии портала HLTV, а на HLTV Awards 2024 победил в номинациях «Энтри-фрагер года» (англ. Opener of the Year), «Новичок года» (англ. Rookie of the Year), «Хайлайт года» (англ. Highlight of the year) и «Игрок года» (англ. Player of the Year)

## Достижения и награды

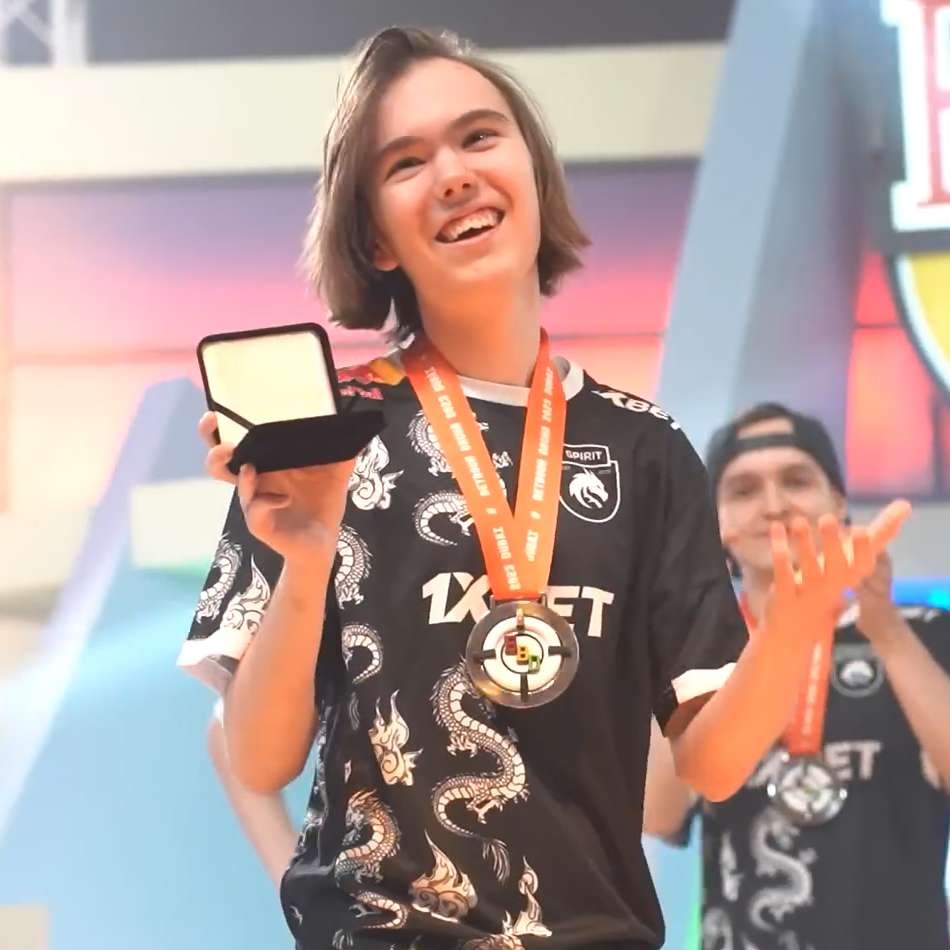
Donk получил медаль MVP после победы на BetBoom Dacha 2023

В 2024 году вошёл в список «Forbes 30 Under 30» российского Forbes в категории «спорт и киберспорт». В январе 2025 года был признан лучшим игроком года в CS в мире по версии HLTV.
Командные достижения на крупных киберспортивных турнирах по Counter-Strike 2:
| Год  | Место | Турнир                            | Команда     | Место проведения | Приз (доллары США) | Награда | Источник |
| ---- | ----- | --------------------------------- | ----------- | ---------------- | ------------------ | ------- | -------- |
| 2023 | 2     | CCT Online Finals #2              | Team Spirit | Онлайн           | 40 000             | —       | [ 30 ]   |
| 2023 | 1     | BetBoom Dacha 2023                | Team Spirit | Дубай            | 180 000            | MVP     | [ 32 ]   |
| 2024 | 1     | IEM Katowice 2024                 | Team Spirit | Катовице         | 400 000            | MVP     | [ 34 ]   |
| 2024 | 5—8   | PGL CS2 Major Copenhagen 2024     | Team Spirit | Копенгаген       | 45 000             | EVP     | [ 35 ]   |
| 2024 | 2     | BetBoom Dacha Belgrade 2024       | Team Spirit | Белград          | 100 000            | MVP     | [ 37 ]   |
| 2024 | 3     | IEM Dallas 2024                   | Team Spirit | Даллас           | 20 000             | —       | [ 38 ]   |
| 2024 | 1     | BLAST Premier: Spring Final 2024  | Team Spirit | Лондон           | 200 000            | MVP     | [ 40 ]   |
| 2024 | 1     | BetBoom Dacha Belgrade Season 2   | Team Spirit | Белград          | 250 000            | MVP     | [ 42 ]   |
| 2024 | 2     | BLAST Premier World Final 2024    | Team Spirit | Сентоса          | 250 000            | EVP     | [ 43 ]   |
| 2024 | 1     | Perfect World Shanghai Major 2024 | Team Spirit | Шанхай           | 500 000            | MVP     | [ 22 ]   |
| 2025 | 1     | BLAST Bounty 2025 Season 1 Finals | Team Spirit | Копенгаген       | 288 125            | MVP     | [ 46 ]   |
| 2025 | 2     | IEM Katowice 2025                 | Team Spirit | Катовице         | 216 000            | EVP     | [ 47 ]   |
| 2025 | 3—4   | ESL Pro League Season 21          | Team Spirit | Стокгольм        | 80 000             | —       | [ 48 ]   |
| 2025 | 1     | PGL Astana 2025                   | Team Spirit | Астана           | 400 000            | MVP     | [ 50 ]   |
| 2025 | 5—8   | BLAST.tv Austin Major 2025        | Team Spirit | Остин            | 45 000             | EVP     | [ 51 ]   |
| 2025 | 1     | IEM Cologne 2025                  | Team Spirit | Кёльн            | 460 000            | MVP     | [ 52 ]   |
| 2025 | 1     | BLAST Bounty 2025 Season 2 Finals | Team Spirit | Мальта           | 287 713            | MVP     | [ 54 ]   |

MVP — Most Valuable Player (в переводе с англ. — «Самый ценный игрок»), EVP — Exceptionally Valuable Player (в переводе с англ. — «Исключительно ценный игрок»)

### Рейтинг HLTV
| Год  | Место | Прим   |
| ---- | ----- | ------ |
| 2024 | 1     | [ 23 ] |